# Hector DeLuca
Hector F. DeLuca, né à Pueblo (Colorado) en 1930, est professeur émérite à l'université du Wisconsin à Madison et ancien président du département de biochimie de l'université. DeLuca est connu pour ses recherches sur la vitamine D, dont sont dérivés plusieurs médicaments pharmaceutiques,. Il est élu à l'Académie nationale des sciences des États-Unis en 1979.

## Carrière
DeLuca forme près de 160 étudiants diplômés et détient plus de 150 brevets à son nom. La licence de sa technologie, par l'intermédiaire de la Wisconsin Alumni Research Foundation, a généré des dizaines de millions de dollars de revenus pour l'université.
En outre, DeLuca est président de Deltanoid Pharmaceuticals, une société de biotechnologie fondée sur la technologie qu'il a développée.
Il reçoit la médaille Bolton S. Corson du Franklin Institute en 1985. Trois bâtiments sur le campus du Wisconsin, dont le DeLuca Biochemistry Building sont nommés en son honneur en 2014.